# Castillo de Bordalba
El castillo de Bordalba fue un importante castillo fronterizo entre Aragón y Castilla, situado en la localidad aragonesa de Bordalba, Zaragoza, España. Hoy está protegido como zona arqueológica.

## Historia
El origen de esta fortaleza se remonta a la época califal, sin embargo los restos que hoy se pueden aprecian, corresponden con casi toda probabilidad al siglo XIV. Una vez finalizada la reconquista en esta zona, adquirió gran importancia como frontera con el reino de Castilla, ya que se encuentra frente a los castillos de Deza y Monteagudo, por lo que tuvieron que reforzarse sus defensas. Dada su importancia estratégica, desde la época de Pedro III el Grande el rey nombraba directamente a los tenentes de la fortaleza.
El 21 de enero de 1296 se entrevistó Alfonso de la Cerda con Jaime II de Aragón para conseguir apoyos para su causa. Dada su condición de primera línea de frontera, con motivo de los distintos conflictos castellano-aragoneses se vio involucrado en diversos hechos de armas y posteriormente, ya en el siglo XV, cuando ya pertenecía a Juan de Funes, en 1450, 1452 y 1457 fue atacado por el conde de Medinaceli.

## Descripción
En la actualidad sólo quedan vestigios de lo que fue un castillo de planta ovalada de unos 50 metros en su eje mayor y 10 metros en su eje menor. La muralla estaba construida en tapial forrada de mampostería, y se adivina el arranque de un torreón circular y algún otro elemento defensivo más.

## Catalogación
El castillo de Bordalba está incluida dentro de la relación de castillos considerados Bienes de Interés Cultural en virtud de lo dispuesto en la disposición adicional segunda de la Ley 3/1999, de 10 de marzo, del Patrimonio Cultural Aragonés. Este listado fue publicado en el Boletín Oficial de Aragón del día 22 de mayo de 2006.